# Crespellano

Ehemaliges Gemeindewappen

Crespellano ist eine Fraktion der italienischen Gemeinde (comune) Valsamoggia in der Metropolitanstadt Bologna, Region Emilia-Romagna.  Seine Einwohner werden Crespellanesi genannt.

## Geographie
Der Ort liegt etwa 20 Kilometer westlich von Bologna entfernt auf einer Höhe von 64 m s.l.m.

## Geschichte

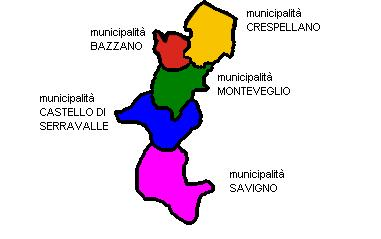
Gliederung von Valsamoggia mit Crespellano in gelb

Zum 1. Januar 2014 bildete Crespellano zusammen mit den Gemeinden Bazzano, Castello di Serravalle, Monteveglio und Savigno die neue Gemeinde Valsamoggia. Der Gemeindefusion war ein Volksentscheid am 25. November 2012 vorausgegangen, bei dem sich in Castello di Serravalle, Crespellano und Monteveglio eine Mehrheit für und in Bazzano und Savigno eine Mehrheit gegen den Zusammenschluss aussprach. In Crespellano lag die Befürwortung bei 57,02 %. Die Ergebnisse aller fünf Gemeinden zusammengerechnet ergab ein Votum von 51,46 % für die Fusion. Zum ehemaligen Gemeindegebiet gehörten auch die Fraktionen Calcara, Muffa, Ponte Samoggia und Pragatto.

## Verkehr
Crespellano liegt an der Autobahn A1. Die Vorortstrecke Bologna–Vignola, die Crespellan berührt, wurde bereits Ende des 19. Jahrhunderts gebaut. Nach der Zerstörung im Zweiten Weltkrieg wird sie erst seit 2004 wieder für den Personenverkehr genutzt.

## Ansässige Unternehmen
Der Sportartikelhersteller Macron hat seinen Hauptsitz in Crespellano.

## Städtepartnerschaften
- Veselí nad Moravou, Tschechien
- Kalkara, Malta